# Ljusörarna (Sottunga, Åland)
Ljusörarna är två skär (Norra och Södra Ljusören) i Sottunga kommun på Åland (Finland). De ligger i den östra delen av landskapet, 50 km öster om huvudstaden Mariehamn. Närmaste större samhälle är Kumlinge, 14,5 km norr om Ljusörarna. 